# 3月20日
3月20日是公历一年中的第79天（闰年第80天），离全年的结束还有286天。

## 大事记

### 19世紀以前
- 235年：在军队部属的拥护之下，马克西米努斯·色雷克斯成为罗马帝国的新皇帝。
- 1127年：金朝皇帝金太宗下诏废掉在靖康之变中俘获的宋朝皇帝宋欽宗和太上皇宋徽宗，北宋滅亡。
- 1413年：亨利五世继承英格兰王位。
- 1602年：荷兰14家公司合并成立荷兰东印度公司，为世界第一家跨国股份有限公司。
- 1760年：1760年波士顿大火烧毁了349座建筑物。

### 19世紀
- 1815年：法国皇帝拿破仑一世率领部队从流放地厄尔巴岛返回巴黎，开始其百日王朝。
- 1848年：德意志1848年革命：路德维希一世退位。
- 1852年：美国作家斯托夫人的小说《汤姆叔叔的小屋》出版，揭露南方黑奴的待遇。
- 1860年：大清割讓九龙予英国。
- 1861年：阿根廷門多薩省發生Ms 7.2地震，造成至少6,000人死亡，該省首府的大部分建築被摧毀。
- 1882年：日本東京都恩賜上野動物園開園，是日本最早的動物園。
- 1883年：保护工业产权巴黎公约签署
- 1888年：第一部罗姆语歌剧的首演在俄罗斯的莫斯科举行。
- 1890年：德意志帝国宰相奥托·冯·俾斯麦被皇帝威廉二世罢免。
- 1896年：经光绪帝批准，大清邮政开业，是为中国邮政事业之始。

### 20世紀
- 1913年：宋教仁遇刺受重伤，两天后逝世。
- 1922年：美國海軍第一艘航空母艦蘭利號服役。
- 1931年：《西线无战事》获第3屆奥斯卡最佳影片奖。
- 1933年：納粹德國开设第一个集中营。
- 1939年：納粹德國外交部長约阿希姆·冯·里宾特洛甫向立陶宛發出最後通牒，要求交回克萊佩達地區，否則德國國防軍將發動入侵。
- 1942年：在被迫撤離菲律賓後，美國上將道格拉斯·麥克阿瑟於澳洲宣布將會重回菲律賓。
- 1943年：毛泽东正式成为中国共产党的领导者。
- 1954年：中共自行製造客輪「民眾號」下水。
- 1956年：法属突尼斯政府和法国政府签订联合议定书，法国正式承认突尼西亚为独立国家。
- 1959年：拉萨战役开始，中华人民共和国中央政府武力平息藏区骚乱。
- 1987年：抗愛滋病毒藥物齊多夫定成為美國食品藥物管理局批准的第一種治療愛滋病的藥物。
- 1991年：李鹏下台嵌字诗在《人民日报》（海外版）发表。
- 1993年：俄罗斯总统叶利钦和议长哈斯布拉托夫发生激烈权力斗争。
- 1994年：前蘇聯總統戈巴契夫抵達桃園國際機場展開六天的訪台行程。
- 1995年：日本奧姆真理教成員在東京地下鐵車廂發動沙林毒氣攻擊，造成13人死亡、6,251人受傷。
- 1996年：英国首次承认狂牛症恐慌，惊动全球。

### 21世紀
- 2003年：以美國為首的多國部隊開始進攻薩達姆·海珊統治的伊拉克，伊拉克戰爭爆發。
- 2004年：民進黨籍陳水扁總統擊敗中国国民党總統候選人連戰，蟬連中華民國總統。
- 2004年：與2004年中華民國總統選舉合併舉行的和平公投，因投票人數未達百分之五十的門檻，宣告否決，公投無效。
- 2005年：日本福岡縣發生芮氏規模7的強震，至少250人受傷。
- 2021年：日本宮城縣發生芮氏規模7.2的強震，並發布海嘯警報。

## 出生
- 前43年：奧維德，罗马诗人（14年逝世）
- 1253年：伐麗流，緬甸勃固王朝開國君主（1307年逝世）
- 1737年：拉瑪一世，泰國曼谷王朝第一代國王（1809年逝世）
- 1743年：威廉·哈考特，英國貴族、英國陸軍元帥，第三代哈考特伯爵（1830年逝世）
- 1794年：勒內-普里梅韋勒·萊松，法國外科醫生、博物學家（1849年逝世）
- 1804年：尼爾·道，美國政治家，禁酒運動的倡導者（1897年逝世）
- 1811年：拿破仑二世，拿破崙一世之子（1832年逝世）
- 1828年：亨里克·易卜生，挪威戏剧家（1906年逝世）
- 1856年：弗雷德里克·温斯洛·泰勒，美國管理學家、機械工程師（1915年逝世）
- 1881年：章士钊，中国现代作家、学者（1973年逝世）
- 1887年：丁文江，中國地質學家、社會活動家（1980年逝世）
- 1895年：弗雷德里克·魏特漢，德裔美國精神病學家（1981年逝世）
- 1903年：瑪麗亞·朱塞帕·羅布奇，義大利超級人瑞（2019年逝世）
- 1904年：伯尔赫斯·弗雷德里克·斯金纳，美國心理學家（1990年逝世）
- 1914年：李莎，中國俄語學家、前中共領導人李立三之妻（2015年逝世）
- 1915年：斯维亚托斯拉夫·里希特，蘇聯鋼琴家（1997年逝世）
- 1916年：陳丕顯，中国政治家（1995年逝世）
- 1916年：皮埃爾·梅斯梅爾，法國政治家（2007年逝世）
- 1919年：格爾哈德·巴克霍隆，德国空軍飛行員（1983年逝世）
- 1921年：阿馬杜-馬赫塔爾·姆博，塞內加爾政治人物（2024年逝世）
- 1925年：約翰·埃利希曼，美國政治人物，曾任白宮國內事務顧問（英语：United States Domestic Policy Council）（1999年逝世）
- 1925年：梅原猛，日本哲學家（2019年逝世）
- 1931年：賽瑞爾·韋契特，美國法醫病理學家（2024年逝世）
- 1938年：謝爾蓋·諾維科夫，俄羅斯數學家（2024年逝世）
- 1939年：沃爾特·雅各布·格林，瑞士發育生物學家（2014年逝世）
- 1939年：布萊恩·穆爾羅尼，加拿大律師、商人、政治家，第18任加拿大總理（2024年逝世）
- 1942年：尤清，台灣政治人物
- 1945年：泰迪羅賓，香港男歌手、詞曲作者、演員
- 1945年：帕特·莱利，美国篮球教練
- 1946年：倉田保昭，香港日本籍演员
- 1947年：哈桑·賓·塔拉勒，約旦王子
- 1948年：許鍾碧霞、台湾政治人物
- 1950年：威廉·赫特，美国电影演员（2022年逝世）
- 1951年：吉米·沃恩，美國藍調搖滾吉他手、歌手
- 1952年：鄭村棋，台灣社會運動人士
- 1954年：張道元，美國商人
- 1955年：竹內瑪莉亞，日本女性創作歌手
- 1956年：竹中直人，日本知名導演、編劇、歌手、男演員
- 1957年：史派克·李，美國電影製作人、導演、编剧、演員
- 1958年：荷莉·亨特，美國電影演員
- 1960年：吳群立，中國足球運動員
- 1960年：彤·羅森達爾，荷蘭軟體開發人員、電影製片人
- 1962年：郭泰源，台湾棒球选手、教练
- 1965年：王志飛，中國男演員
- 1966年：神山健治，日本動畫導演、演出家
- 1967年：木城幸人，日本漫畫家
- 1967年：马场俊英，日本歌手
- 1967年：巴伊拉姆·貝加伊，阿爾巴尼亞政治、軍事人物，現任阿爾巴尼亞總統
- 1968年：韓再芬，中國女表演藝術家
- 1969年：張可頤，香港女演員
- 1973年：鄭雨盛，韓國男演員
- 1975年：淺川悠，日本女性聲優
- 1976年：查斯特·班寧頓，美國創作歌手、詞曲作家、音樂家，聯合公園主唱（2017年逝世）
- 1976年：吳昭輝，台灣棒球選手
- 1977年：姜至奐，韓國男演員
- 1978年：奧華子，日本創作歌手
- 1979年：洪智傑，香港男子偶像團體EO2成員
- 1979年：阿部慎之助，日本職業棒球運動員、教練
- 1980年：玉珠鉉，韓國女演員、歌手
- 1980年：羅伯塔斯·亞夫托卡斯，立陶宛籃球運動員
- 1980年：，美國職業籃球運動員
- 1982年：古斯錫，波蘭足球運動員
- 1983年：廖苡喬，台灣女演員、主持人
- 1984年：費蘭度·托利斯，西班牙職業足球運動員
- 1985年：Mandy Lieu，香港女模特兒
- 1988年：渡邊紘，日本男性聲優
- 1989年：井上正大，日本男演員
- 1989年：札維耶·多藍，加拿大電影導演、編劇、製片、演員、配音員
- 1992年：艾曉琪，中國女演員
- 1992年：李征桓，韓國男子偶像團體B1A4成員
- 1994年：李哲輝，臺灣男子羽球運動員
- 1994年：吉川愛美，日本AV女優
- 1995年：薩曼莎·溫斯坦，加拿大女演員（2023年逝世）
- 1995年：鄧俊文，香港男子羽毛球運動員
- 1995年：Kei，韓國女子偶像團體Lovelyz成員
- 1995年：許馨文，中國女歌手
- 1996年：馬伯騫，美籍華人歌手、詞曲作家、演員
- 1997年：姜敏兒，韓國女演員
- 1998年：朴池原，韓國女子偶像團體fromis_9成員
- 1998年：李繡至，韓國女子偶像團體UNI.T成員
- 1999年：宮崎雅也，日本男性聲優
- 2000年：黃鉉辰，韓國男子偶像團體Stray Kids成員
- 2001年：張汶益，韓國男子偶像團體DKZ成員
- 2002年：石川澪，日本AV女優、YouTuber
- 2002年：Ruka，韓國女子偶像團體BABYMONSTER成員
- 2004年：任奫燦，韓國鋼琴家
- 2006年：巴倫·特朗普，美國總統川普的三子。
- 2007年：韓維辰，韓國男子偶像團體ZB1成員

## 逝世
- 1181年：平清盛，日本平安時代武將、公卿、政治人物（1118年出生）
- 1281年：察必皇后，元世祖忽必烈皇后（约1227年出生）
- 1413年：亨利四世，英格兰国王（1367年出生）
- 1703年：大石良雄，日本江戶時代武士（1659年出生）
- 1727年：艾萨克·牛顿，英国数学家、物理学家、哲学家、科学家、爵士（1642年出生）
- 1767年：菲爾曼·阿鮑齊特，法國物理學家、神學家、哲學家（1679年出生）
- 1865年：山南敬助，日本幕末武士，新選組副長、總長（1836年出生）
- 1886年：托馬斯·斯賓塞·科博爾德，英國生物學家（1828年出生）
- 1900年：島田魁，日本幕末武士，新選組第二隊伍長（1828年出生）
- 1925年：喬治·寇松，英國貴族、政治人物，第一代凱德爾斯頓的寇松侯爵（1859年出生）
- 1946年：葛利普（英语：Amadeus William Grabau），美國地質學家（1870年出生）
- 1954年：成泰帝阮福昭，越南阮朝第10任皇帝（1879年出生）
- 1977年：照國萬藏，日本相撲力士，第38代橫綱（1919年出生）
- 1984年：史丹·柯弗列斯基，美國職業棒球運動員（1889年出生）
- 1990年：于凤至，张学良的原配妻子（1897年出生）
- 2004年：朱丽安娜女王，荷兰王太后（1909年出生）
- 2007年：塔哈·亞辛·拉馬丹，伊拉克政治家，前任伊拉克副總統（1938年出生）
- 2009年：伊藤計劃，日本科幻作家（1974年出生）
- 2010年：羅賓·米爾納，英國計算機科學家（1934年出生）
- 2014年：伊納濟·艾斯古納，西班牙政治人物（1943年出生）
- 2015年：麥爾坎·福瑞澤，前澳大利亞總理[1]（1930年出生）
- 2017年：大衛·洛克菲勒，美國銀行家（1915年出生）
- 2018年：楠叶宏三，日本动画师（1947年出生）
- 2023年：孫其峰，中國書畫家、美術教育家、篆刻家（1920年出生）
- 2023年：沙布達·佩卡薩·貝拉瓦，印尼男子羽球運動員（2001年出生）
- 2024年：王世雄，臺灣政治人物（1961年出生）
- 2025年：維托爾德·福金，烏克蘭政治人物，首任烏克蘭總理（1932年出生）
- 2025年：埃迪·喬丹，愛爾蘭賽車手（1948年出生）

## 节假日和习俗
- 國際幸福日
- 世界麻雀日（英语：World Sparrow Day）
- 聯合國法語日：慶祝法語文化的節日[2]
- 法語國家國際日[3]
- 突尼西亞：独立日
- 比利时：工程師節